# كوزيمو كوميسو
كوزيمو كوميسو هو لاعب كرة قدم كندي في مركز الهجوم، ولد في 28 نوفمبر 1965 في تورونتو في كندا. شارك مع منتخب كندا تحت 20 سنة لكرة القدم ومنتخب كندا لكرة القدم. أما مع النوادي، فقد لعب مع North York Rockets ‏.